# Napadi u Madridu 11. ožujka 2004.
Napadi u Madridu 11. ožujka 2004. (poznati i kao 11-M ili 11/3) serija su koordiniranih eksplozija bombi na sustav javnog željezničkog prijevoza u Madridu, Španjolska. Poginulo je 192, a ranjeno 2050 ljudi. Napadi se smatraju najtežim terorističkim aktom i zločinom na tlu kontinentalne Europe u povijesti.

## Napadi
Deset bombi eksplodiralo je ujutro, oko 07:38, 11. ožujka 2004. na četiri gradska, putnička vlaka koja su putovala jugoistočnim dijelovima Madrida. Ti su vlakovi bili puni studenata i radnika, a eksplozije su se dogodile tijekom najvećeg jutarnjeg prometa na tri željezničke postaje, što je rezultiralo velikim brojem žrtava. Sila eksplozija devastirala je vlakove i odbacila dijelove ljudskih tijela u zrak. Neki vlakovi bili su prepolovljeni.

## Odgovornost za napade
Ubrzo su za seriju koordiniranih napada španjolske vlasti optužile baskijska separatističku skupinu ETA. Ta je skupina odbacila odgovornost, pa je sumnja pala na islamske ekstremiste kad je policija pronašla jedan kombi s detonatorima i stihovima Kurana u njemu. Kasnije, jedno pismo, navodno Al Kaidino, došlo je na arapskom listu Al-Kuds u Londonu preuzimajući odgovornost za pokolj. Odgovornost Al-Kaide potvrđena je pronalaskom jedne kasete s porukom te organizacije. Mjesec dana kasnije 4 terorista detoniralo je eksploziv u jednoj zgradi ubivši sebe i jednog specijalca tijekom policijske operacije. Bombe su detonirane uz pomoć mobilnih telefona.
Navodni je razlog napada sudjelovanje španjolskih snaga u iračkom ratu.

## Vanjske poveznice

### Sestrinski projekti
|  | Zajednički poslužitelj ima još gradiva o temi Napadi u Madridu 11. ožujka 2004. |

### Mrežna sjedišta
- Terorizam u 21. stoljeću  Arhivirana inačica izvorne stranice od 6. ožujka 2016. (Wayback Machine)
- Izvještaj BBC-a
- Izvještaj CNN-a  Arhivirana inačica izvorne stranice od 20. travnja 2005. (Wayback Machine)